# Prostredná Solisková štrbina
Prostredná Solisková štrbina ( polsky Pośrednia Soliskowa Ławka je malá štěrbina v Soliskovom hrebeni, mezi Soliskovými hrby, přesněji mezi Malým Soliskovým hrbem a Zadnou Soliskovou vežou ) ve Vysokých Tatrách. 

## První výstupy
Během přechodu Soliskového hrebene Karol Englisch a Pavel Spitzkopf st. 19. července 1903. V zimě při přechodu hřebene Adam Karpiński a Stefan Osiecki 12. dubna 1925. 

## Turistika
Do sedla nevede turistická značka.